# Хинуклидил-3-бензилат
Хинуклидил-3-бензилат (англ. BZ — би-зэт) или Би-Зет — 3-хинуклидиловый эфир бензиловой кислоты. Холиноблокатор. Является психохимическим боевым отравляющим веществом.
Действует около 70-80 часов при приёме перорально 1 мг.

## Другие названия
QNB, ЕА 2277 (США), T2532 (Великобритания), CS 4030, 3-хинуклидинил бензилат, З-хинуклидиловый эфир дифенилоксиуксусной кислоты, З-хинуклидиловый эфир дифенилгликолевой кислоты, 1-аза-бицикло(2.2.2)октан-3-ол бензилат; «agent buzz» CAS: 13004-56-3 (C21H23NO3·HCl).

## Физико-химические свойства
Бесцветные кристаллы, практически нерастворимые в воде, растворимые в хлороформе. Обладает свойствами сложных эфиров, проявляет основные свойства за счёт хинуклидилового ядра. С кислотами образует соли. Окислением может быть получен N-оксид, который обладает холинэргическим действием, но не обладает психотропными свойствами. Вызываемый веществом острый психоз имеет симптоматику, аналогичную другим холинолитическим веществам центрального действия (потеря ориентации, угрожающие галлюцинации, амнестические явления и т. д.).

## Случаи применения
Рассматривался военными в качестве психотомиметического отравляющего вещества и в армии США стал табельным отравляющим веществом с кодом BZ. Есть упоминание о случае применения вещества во время войны во Вьетнаме, но о результатах сообщается только, что они «были удовлетворительными».
Предполагается, что Поль Робсон в 1961 году был отравлен BZ, что вызвало приступ галлюцинаций и тяжёлой депрессии. В настоящее время как отравляющее вещество не используется.
В шестидесятых годах промышленно производился в штате Арканзас, а в 1988—1990 годах был ликвидирован вместе с промышленным производством.
Сейчас единственное опытное производство на планете, расположенное в городе Эджвуд (США), позволяет производить до 20 т/год, в то время как за пределами США суммарные производственные мощности не достигают и 1 т/год, поскольку не была решена проблема эффективного получения его прекурсора — 3-хинуклидола, и дальше лабораторных исследований BZ не продвинулись. Применение в качестве противопаркинсонического препарата сочтено нерациональным. Используется как модельный холиноблокатор в биохимических исследованиях.
14 апреля 2018 года министр иностранных дел РФ Сергей Лавров сообщил, что эксперты из швейцарского центра радиологического и химико-радиологического анализа в городе Шпице, которые анализировали пробы Организации по запрещению химического оружия с места отравления Сергея и Юлии Скрипаль в Солсбери, обнаружили в данных пробах следы BZ. 18 апреля на заседании исполнительного совета ОЗХО его генеральный директор Ахмет Узюмджю объяснил, что прекурсор BZ был использован в качестве контрольной пробы для проверки качества работы лабораторий и к образцам из Солсбери отношения не имел.
По словам Вила Мирзаянова, вещество BZ производилось в СССР в опытных количествах.